# 짝 (드라마)
《짝》은 1994년 11월 20일부터 1998년 1월 4일까지 방영된 문화방송 일요아침드라마이다.

## 트리비아
8년을 넘게 방영한 《한지붕 세가족》의 후속작으로 많은 사랑을 받았고, 일요아침드라마에서 보이는 전형적인 홈 드라마에서 벗어났다는 평을 받았다. 이는 기존 홈드라마에서 보여지는 부모가 중심이 되어 자식들의 이야기를 전개하는 방식이 아니라 사별한 딸과 이혼한 딸, 그리고 결혼을 거부하는 딸 등을 중심 인물로 삼았다. 더불어 스튜어디스인 차해순(김혜수 분)이 다니는 항공사를 배경으로 직장생활을 구체적으로 묘사하였다.

## 방송 시간
|  | 매주 일요일 아침에 방송된 드라마이다. |

| 방송 채널 | 방송 기간                          | 방송 시간         | 방송 분량 |
| --------- | ---------------------------------- | ----------------- | --------- |
| MBC TV    | 1994년 11월 20일 ~ 1995년 4월 16일 | 오전 9:15 ~ 10:15 | 60분      |
| MBC TV    | 1995년 4월 23일 ~ 1995년 11월 26일 | 오전 9:05 ~ 10:05 | 60분      |
| MBC TV    | 1995년 12월 3일 ~ 1998년 1월 4일   | 오전 9:00 ~ 10:00 | 60분      |

## 줄거리
1994년 당시 웨딩숍을 운영하는 3년차 과부 박월례 여사에게는 자신처럼 각기각기로 일찍 남편하고 각자 사별하여 아들 하나를 키우는 장녀 차갑순하고 딸 하나를 키우는 둘째 딸 차필순, 바람끼 다분한 외아들 차지풍, 그리고 결혼하지 않겠다는 셋째 딸 차해순 등 네 자녀를 두고 있다. 분가하여 사는 아들을 제외하고 셋 딸과 그 자녀인 오민수와 김수정을 거느리고 한 집에 살고 있다. 자식이 많은 만큼 바람 잘날도 없이 시끌벅적한 집이다.

## 등장 인물

### 주요 인물
- 손숙(박월례 여사) : 웨딩 디자이너, 웨딩숍 운영(남편하고는 오래전에 사별하였음)
- 윤미라(차갑순) : 박월례 장녀, 해순·필순 언니, 집안 살림 총괄
- 길용우(차지풍) : 박월례 아들, 해순 친오빠, 사진작가
- 오미희(강소영) : 차지풍 부인, 박월례 맏며느리, 차해순 언니
- 임예진(차필순) : 박월례 차녀, 수정·강산·나라 둘째 이모, 해순 언니, 갑순 동생·
- 김혜수(차해순) : 박월례 삼녀, 수정·강산·나라 막내 이모, 아시아나항공 승무원
- 이종원(정건우) : 항공사 스튜어드(남자 승무원), 박 여사 막냇사위, 차해순 남편
- 정한헌(고동수) : 김용미 남편, 은행 대리
- 권은아(김용미) : 박월례 웨딩숍 실장, 강소영 & 차필순 친구
- 윤철형(지명근) : 사진작가, 스튜디오 운영
- 홍진희(홍도희) : 항공사 승무원, 객장, 차해순 직속 상사, 지명근 아내
- 안재욱(오민수) : 차갑순 아들, 1995년 당시 대학 3학년생
- 김미소(이수현) : 해순 항공사 승무원 친구[2]
- 이민영(송현주) : 해순 항공사 승무원 후배[3]
- 박채림(김수정) : 차필순 딸, 갑순·해순 조카. 1995년 당시 고등학교 1학년생, 오민수의 이종사촌동생
- 임창대(차강산) : 차지풍&강소영 아들, 오민수와 김수정의 외종사촌동생
- 김만수(고준) : 고동수&김용미 아들
- 이주영(차나라) : 차지풍&강소영 딸, 차강산 동생

### 그 외 인물
- 이유신 : 장은진 역 - 전직 견습 승무원[4]
- 손민우 : 장욱환 역[5]
- 윤예희 : 홍미경 역 - 욱환 처 진주댁[6]
- 윤순홍 : 홍재순 역 - 욱환 처숙부 홍씨[7]
- 정대홍 : 장달홍 역[8]
- 강인덕 : 장달상 역[9]
- 박희정 : 이유림 역[10]
- 이광기 : 문덕진 역[11]
- 전현 : 남궁성보 역[12]
- 최범호 : 오대양 육군 대위 역[13]
- 김관기 : 예동춘 역[14]
- 홍석천 : 강랑 선사 역 - 속명 공찬중[15]
- 이규복 : 김치재 역[16]
- 김승환 : 김치열 역[17]
- 오현섭 : 오현철 역[18]
- 오성열 : 오현태 역[19]
- 남성진 : 이창희 역[20]
- 이원희 : 이원희 역[21]
- 정재곤 : 오진태 역[22]
- 유경아 : 유경아 역 - 항공사 승무원[23]
- 권혜원 : 이소라 역 - 오민수의 옛 애인.[24]
- 이제니 : 이수진 역[25]
- 윤다훈 : 박영훈 역[26]
- 박재훈 : 박재훈 역[27]
- 남일우 : 박욱수 역[28]
- 김진동 : 박동훈 역[29]
- 하재영 : 박진훈 역[30]
- 조상구 : 박상훈 역[31]
- 유식 : 박철훈 역[32]
- 정혜승 : 안규자 역 - 철훈 처 안양댁[33]
- 안경용 : 박영범 역[34]
- 이나리 : 박지희 역[35]
- 김성민 : 박영민 역[36]
- 송영웅 : 서치중 역 - 필숙 아버지.[37]
- 이숙 : 전마리아 역 - 필숙 어머니.[38]
- 채민희 : 서필숙 역[39]
- 박칠용 : 신행덕 역 - 순애 아버지.[40]
- 이경진 : 장함숙 역 - 순애 어머니.[41]
- 최진애 : 신순애 역[42]
- 방양희
- 양희경 : 지풍네 일하는 아줌마 역
- 유태웅 : 황보동재 역
- 임대일 : 임대창 역
- 이종수 : 이종수 역
- 이동신 : 허동식 역 - 허 기장
- 박영지 : 송영진 역 - 현주 삼촌(1997년 8월)
- 최은숙 : 양진슬 역 - 현주 숙모(1997년 8월)
- 송혜교 : 송민지 역[43]
- 박경순 : 방만걸 역 - 갑순과 선본 남자[44]
- 김시영
- 류시현
- 한석규 : 민철 역
- 주현 : 김상철 역
- 김정은 : 이은경 역
- 강성연 : 정혜영 역
- 김세아 : 윤지희 역
- 구혜진 : 윤지영 역
- 유서진 : 윤지수 역
- 손소영
- 안광성
- 오유나 : 정미영 역
- 윤동원 : 정민수 역
- 박용우
- 조미령
- 나연서
- 최미향 : 유진 역
- 최지나 : 유진의 친구인 미경 역
- 최민용 : 유강호 역
- 최강희 : 이혜진 역
- 최정윤 : 강호와 혜진의 친구 김은숙 역
- 박소현
- 이현경
- 김소연

- 강미
- 이재훈
- 홍세은
- 장동건
- 조민기
- 양정아 : 이미숙 역
- 심은하 : 김순영 역
- 추은주 : 한지혜 역
- 노희지 : 김서연 역
- 전유경 : 서지영 역
- 주한울 : 정우진 역
- 오승윤

### 특별출연
- 김현철 : 본인 역 (85회)
- 홍기훈 : 본인 역 (123회)
- 조혜련 : 본인 역 (123회)
- 강재형 : 본인 역 (130회)
- 이병철 : 본인 역 (138회)
- 윤현숙 : 본인 역 (138회)
- 김부용 : 본인 역 (143회)
- 임현식 : 본인 역 (144회)
- 정보석 : 송수영 역 - 해순의 대학선배 항공사 부기장 (148회)
- 이다 도시 : 마술사 헬레나 역 (150회)
- 김린 : 마술사 헬레나 역 (150회)
- 표영호 : 본인 역 (150회)
- 김형철 : 강진우 역 - 신입 승무원 (152회)
- 김현주 : 정희령 역 - 신입 승무원 (152회)
- 이영후 : 항공사 전무 역 (158회)
- 김을동 : 항공사 전무의 아내 역 (158회)
- 황일청 : 건우의 아버지 역 (162회)
- 김석옥 : 건우의 어머니 역 (162회)

## 수상
- 1995년 MBC 연기대상 남자 신인상 안재욱
- 1996년 MBC 연기대상 대상 김혜수
- 1996년 MBC 연기대상 여자 신인상 이민영
- 1997년 MBC 연기대상 남자 신인상 유태웅

## 참고 사항
- 극중 차해순 역을 맡았던 김혜수는 1996년 10월 초부터 유럽과 미국 등지로 여행을 다니며 재충전 시간을 갖기 위해 잠시 브라운관을 떠났다가 그 해 12월 8일부터 복귀한 뒤 한동안 해당 드라마에만 전념해 왔다.[45]
- 안재욱(오민수 역)의 중도하차 요구 때문에 1997년 가을개편 때 종영이 검토되었으나[46] 높은 시청률과 후속작 준비 미비 탓인지 1998년 1월 막을 내렸다.
- 1997년 3월 30일 123회 <커플 탄생> 편에서는 MBC에서 방영되고 있는 오락 프로그램인 《사랑의 스튜디오》와 같은 형식으로 에피소드를 꾸며 자사 홍보성 프로그램으로 둔갑시켰다는 비난을 받았다.[47]
- 비현실적인 결손가정 내용이 있었다는 지적이 있었으며[48] 첫 회부터 특정 항공사를 간접 광고하여 방송위원회로부터 주의 조치를 받았다.[49]

전년 9월 13일 시작한 <미니시리즈
```
파일럿>의 영향이 컸는지 경쟁 항공사에서 적극적으로 촬영 지원을 하였다
```

- 2019년 개국한 MBC ON에서 재방송되었다.